# Львівські латинські архієпископи
Львівський архієпископ — головний римо-католицький єпископ Львівської архідієцезії. З 1992 року — перший єпископ Римсько-католицької церкви в Україні, голова Конференції римо-католицьких єпископів України.

## Список архієпископів
1. Ян Жешовський (1412—1436)
2. Ян Одровонж (1437—1450)
3. Григорій Сяноцький (1451—1477)
4. Ян Длугош (1480)
5. Ян «Вонтробка» Стшелецький (1481—1488)
6. Анджей Боришевський (1488—1503)
7. Бернард Вільчек (1505—1540)
8. Пйотр Стажеховський (1540—1554)
9. Фелікс Ліґенза (1555—1560)
10. Павел Тарло (1561—1565)
11. Станіслав Сломовський (1565—1575)
12. Ян Сененський (1576—1582)
13. Ян Димітр Соліковський (1583—1603)
14. Ян Замойський (1604—1614)
15. Ян Порохницький (1614—1633)
16. Ґроховський Станіслав (1633—1645)
17. Миколай Кросновський (1645—1653)
18. Ян Тарновський (1654—1669)
19. Альберт Корицінський (1670—1677)[1]
20. Константій Ліпський (1681—1698)[2]
21. Константій Зелінський (1700—1709)
22. Миколай Поплавський (1710—1711)
23. Ян Скарбек (1713—1733)
24. Миколай Вижицький (1737—1757)
25. Миколай Дембовський (1757)
26. Владислав Лубенський (1758—1759)[3][4]
27. Сєраковський Вацлав (1760—1780)
28. Фердинанд Кіцький (1780—1797)
29. Каєтан Кіцький (1797—1812)
30. Анджей Анквіч (1815—1833)
31. Франц Лушін (1834—1835)
32. Франтішек Піштек (1835—1846)
33. Вацлав Вацлавічек (1847—1848)
34. Лукаш Баранецький (1848—1858)
35. Францішек Вежхлейський (1860—1884)
36. Северин Титус Моравський (1885—1900)
37. св. Юзеф Більчевський (1900—1923)
38. Болеслав Твардовський (1923—1945)
39. Базяк Євгеніуш (1945—1962)
40. Ян Новіцький (1962—1973)
41. Мар'ян Рехович (1973—1983)
42. Мар'ян Яворський (1983—2008)
43. Мечислав Мокшицький (з 2008)

Єпископи Матей (Матвій) з Егера (1375—1380), Бернард (1384—1390), бл. Яків Стрепа (1391—1409), # Миколай Тромба (1410—1412, майбутній Примас Польщі) де-юре були Галицькими митрополитами.
З 1817 по 1846 рік архієпископи також носили титул Примаса Галичини і Володимирії.

## Апостольські адміністратори
- Ян Новіцький
- Мар'ян Юзеф Рехович,[a] з 31 грудня 1973[5]

## Зауваги
1. ↑  у польській вікі - польської частини архидієцезії